# Leichtathletik-Weltmeisterschaften 2023/Teilnehmer (Jamaika)
| Goldmedaillen | Silbermedaillen | Bronzemedaillen |
| ------------- | --------------- | --------------- |
| 3             | 5               | 4               |

Der Leichtathletikverband von Jamaika nahm an den Leichtathletik-Weltmeisterschaften 2023 in Budapest teil. 68 Athletinnen und Athleten wurden vom jamaikanischen Verband nominiert.

## Ergebnisse

### Männer

#### Laufdisziplinen
| Athlet | Disziplin    | Vorlauf        | Vorlauf | Halbfinale    | Halbfinale | Finale         | Finale |
| Athlet | Disziplin    | Zeit           | Platz   | Zeit          | Platz      | Zeit           | Platz  |
| --- | ------------ | -------------- | ------- | ------------- | ---------- | -------------- | ------ |
| Ryiem Forde | 100 m        | 10,01 s        | 8       | 9,95 s PB     | 5          | 10,08 s        | 8      |
| Oblique Seville | 100 m        | 9,86 s PB      | 1       | 9,90 s        | 3          | 9,88 s         | 4      |
| Rohan Watson | 100 m        | 10,11 s        | 15      | 10,07 s       | 13         | DNQ            | DNQ    |
| Rasheed Dwyer | 200 m        | 20,40 s        | 18      | 20,49 s       | 17         | DNQ            | DNQ    |
| Andrew Hudson | 200 m        | 20,25 s        | 10      | 20,38 s       | 14         | 20,40 s        | 8      |
| Sean Bailey | 400 m        | 44,98 s        | 17      | 44,94 s       | 10         | 44,96 s        | 5      |
| Zandrion Barnes | 400 m        | 45,05 s        | 19      | 45,38 s       | 16         | DNQ            | DNQ    |
| Antonio Watson | 400 m        | 44,77 s        | 6       | 44,13 s PB    | 1          | 44,22 s        | 1      |
| Navasky Anderson | 800 m        | DSQ            | DSQ     | DNQ           | DNQ        | –              | –      |
| Orlando Bennett | 110 m Hürden | 13,39 s        | 14      | 13,34 s       | 14         | DNQ            | DNQ    |
| Rasheed Broadbell | 110 m Hürden | DSQ            | DSQ     | DNQ           | DNQ        | –              | –      |
| Hansle Parchment | 110 m Hürden | 13,30 s        | 3       | 13,18 s       | 5          | 13,07 s SB     | 2      |
| Roshawn Clarke | 400 m Hürden | 48,39 s        | 6       | 47,34 s WU20R | 3          | 48,07 s        | 4      |
| Jaheel Hyde | 400 m Hürden | 48,63 s        | 10      | 48,49 s       | 12         | DNQ            | DNQ    |
| Assinie Wilson | 400 m Hürden | DNF            | DNF     | DNQ           | DNQ        | –              | –      |
| Ackeem Blake Oblique Seville Ryiem Forde Rohan Watson | 4 × 100 m    | 37,68 s SB     | 3       |               |            | 37,76 s        | 3      |
| Rusheen McDonald Zandrion Barnes D’Andre Anderson (nur im Vorlauf) Jevaughn Powell (nur im Vorlauf) Roshawn Clarke (nur im Finale) Antonio Watson (nur im Finale) | 4 × 400 m    | 2:59,82 min SB | 5       |               |            | 2:59,34 min SB | 4      |

#### Sprung/Wurf
| Athlet            | Disziplin   | Qualifikation | Qualifikation | Finale     | Finale |
| Athlet            | Disziplin   | Weite/Höhe    | Platz         | Weite/Höhe | Platz  |
| ----------------- | ----------- | ------------- | ------------- | ---------- | ------ |
| Romaine Beckford  | Hochsprung  | 2,22 m        | 22            | DNQ        | DNQ    |
| Tajay Gayle       | Weitsprung  | 8,12 m        | 8             | 8,27 m     | 3      |
| Carey McLeod      | Weitsprung  | 8,19 m        | 4             | 8,27 m     | 4      |
| Wayne Pinnock     | Weitsprung  | 8,54 m WL     | 1             | 8,50 m     | 2      |
| Jaydon Hibbert    | Dreisprung  | 17,70 m       | 1             | NM         | NM     |
| Rajindra Campbell | Kugelstoßen | 20,83 m       | 10            | NM         | NM     |
| Fedrick Dacres    | Diskuswurf  | 65,45 m       | 7             | 66,72 m    | 5      |
| Traves Smikle     | Diskuswurf  | 65,71 m       | 4             | 61,09 m    | 11     |
| Rojé Stona        | Diskuswurf  | 62,67 m       | 19            | DNQ        | DNQ    |

### Frauen

#### Laufdisziplinen
| Athletin | Disziplin    | Vorlauf        | Vorlauf | Halbfinale     | Halbfinale | Finale         | Finale |
| Athletin | Disziplin    | Zeit           | Platz   | Zeit           | Platz      | Zeit           | Platz  |
| --- | ------------ | -------------- | ------- | -------------- | ---------- | -------------- | ------ |
| Shashalee Forbes | 100 m        | 11,12 s        | 15      | 11,12 s        | 14         | DNQ            | DNQ    |
| Shelly-Ann Fraser-Pryce | 100 m        | 11,01 s        | 5       | 10,89 s        | 4          | 10,77 s SB     | 3      |
| Shericka Jackson | 100 m        | 11,06 s        | 10      | 10,79 s        | 1          | 10,72 s        | 2      |
| Natasha Morrison | 100 m        | 11,02 s        | 6       | 11,03 s        | 12         | DNQ            | DNQ    |
| Kevona Davis | 200 m        | 22,49 s        | 9       | 22,34 s        | 10         | DNQ            | DNQ    |
| Shericka Jackson | 200 m        | 22,51 s        | 10      | 22,00 s        | 2          | 21,41 s CR     | 1      |
| Ashanti Moore | 200 m        | 23,12 s        | 25      | DNQ            | DNQ        | –              | –      |
| Natalliah Whyte | 200 m        | 22,44 s        | 7       | 22,52 s        | 12         | DNQ            | DNQ    |
| Candice McLeod | 400 m        | 50,37 s        | 4       | 50,62 s        | 7          | 51,08 s        | 7      |
| Nickisha Pryce | 400 m        | 50,38 s        | 5       | 51,24 s        | 15         | DNQ            | DNQ    |
| Charokee Young | 400 m        | 51,24 s        | 20      | 51,40 s        | 16         | DNQ            | DNQ    |
| Natoya Goule | 800 m        | 1:59,64 min    | 6       | 2:00,78 min    | 18         | DNQ            | DNQ    |
| Adelle Tracey | 800 m        | 1:59,82 min SB | 10      | 1:58,99 min PB | 6          | 1:58,41 min PB | 7      |
| Adelle Tracey | 1500 m       | 4:03,67 min    | 20      | 3:58,77 min NR | 7          | DNQ            | DNQ    |
| Ackera Nugent | 100 m Hürden | 12,60 s        | 8       | 12,60 s        | 9          | 12,61 s        | 5      |
| Megan Tapper | 100 m Hürden | 12,51 s        | 5       | 12,55 s        | 7          | DNQ            | DNQ    |
| Danielle Williams | 100 m Hürden | 12,51 s SB     | 6       | 12,50 s SB     | 5          | 12,43 s SB     | 1      |
| Rushell Clayton | 400 m Hürden | 53,97 s        | 3       | 53,30 s PB     | 3          | 52,81 s PB     | 3      |
| Andrenette Knight | 400 m Hürden | 54,21 s        | 5       | 53,72 s        | 7          | 55,20 s        | 8      |
| Janieve Russell | 400 m Hürden | 54,53 s        | 10      | 53,69 s        | 6          | 54,28 s        | 7      |
| Shashalee Forbes Shelly-Ann Fraser-Pryce Briana Williams (nur im Vorlauf) Elaine Thompson-Herah (nur im Vorlauf) Natasha Morrison (nur im Finale) Shericka Jackson (nur im Finale) | 4 × 100 m    | 41,70 s SB     | 2       |                |            | 41,21 s SB     | 2      |
| Nickisha Pryce Stacey-Ann Williams Charokee Young (nur im Vorlauf) Shiann Salmon (nur im Vorlauf) Candice McLeod (nur im Finale) Janieve Russell (nur im Finale)                   | 4 × 400 m    | 3:22,74 min WL | 1       |                |            | 3:20,88 min SB | 2      |

#### Sprung/Wurf
| Athletin            | Disziplin   | Qualifikation | Qualifikation | Finale     | Finale |
| Athletin            | Disziplin   | Weite/Höhe    | Platz         | Weite/Höhe | Platz  |
| ------------------- | ----------- | ------------- | ------------- | ---------- | ------ |
| Lamara Distin       | Hochsprung  | 1,92 m        | 3             | 1,94 m     | 5      |
| Kimberly Williamson | Hochsprung  | 1,85 m SB     | 28            | DNQ        | DNQ    |
| Tissanna Hickling   | Weitsprung  | 6,29 m        | 30            | DNQ        | DNQ    |
| Ackelia Smith       | Weitsprung  | 6,78 m        | 4             | 6,49 m     | 11     |
| Shanieka Ricketts   | Dreisprung  | 14,67 m SB    | 1             | 14,93 m SB | 4      |
| Ackelia Smith       | Dreisprung  | 13,95 m       | 17            | DNQ        | DNQ    |
| Kimberly Williams   | Dreisprung  | 14,30 m SB    | 8             | 14,38 m SB | 7      |
| Danniel Thomas-Dodd | Kugelstoßen | 19,36 m       | 6             | 19,59 m    | 5      |
| Samantha Hall       | Diskuswurf  | 58,43 m       | 23            | DNQ        | DNQ    |
| Nayoka Clunis       | Hammerwurf  | 58,10 m       | 35            | DNQ        | DNQ    |

### Mixed

#### Laufdisziplinen
| Athletin/Athlet                                                               | Disziplin | Vorlauf        | Vorlauf | Finale | Finale |
| Athletin/Athlet                                                               | Disziplin | Zeit           | Platz   | Zeit   | Platz  |
| ----------------------------------------------------------------------------- | --------- | -------------- | ------- | ------ | ------ |
| Demish Gaye (m) Malik James-King (m) Natoya Goule (w) Stacey-Ann Williams (w) | 4 × 400 m | 3:14,05 min SB | 9       | DNQ    | DNQ    |